# Мадагаскарська течія
Мадагаскарська течія — тепла течія в Індійському океані біля східного та південного берегів Мадагаскару, гілка Південної Пасатної Течії. Рухається на південь та південний-схід з швидкістю 2-3 кілометри на годину. Температура води на поверхні в лютому 27-28 °C, в серпні — 22-24 °C. Солоність понад 35 ‰. На південному-заході частково з'єднується з теплою течією Голкового мису.
| Земля | Це незавершена стаття з географії. Ви можете допомогти проєкту, виправивши або дописавши її. |

| Гідрологія | Це незавершена стаття з гідрології. Ви можете допомогти проєкту, виправивши або дописавши її. |